# Dziadkowice (województwo łódzkie)
Dziadkowice – wieś w Polsce położona w województwie łódzkim, w powiecie zduńskowolskim, w gminie Szadek. W latach 1975–1998 miejscowość administracyjnie należała do województwa sieradzkiego. 
Miejscowość położona jest na Wysoczyźnie Łaskiej.
Wieś szlachecka, występuje w źródłach pisanych z 1386. W Dziadkowicach znajdował się folwark, który często zmieniał właścicieli. W XX w., tylko do 1939, jego właścicielami była rodzina Hałaczkiewiczów, W. Makarczyk, i St. Lipkowski. We wsi ocalał maleńki dwór murowany z typowym gankiem wspartym na dwóch kolumnach, zakończony trójkątnym zwieńczeniem.